# Canál Giudecca

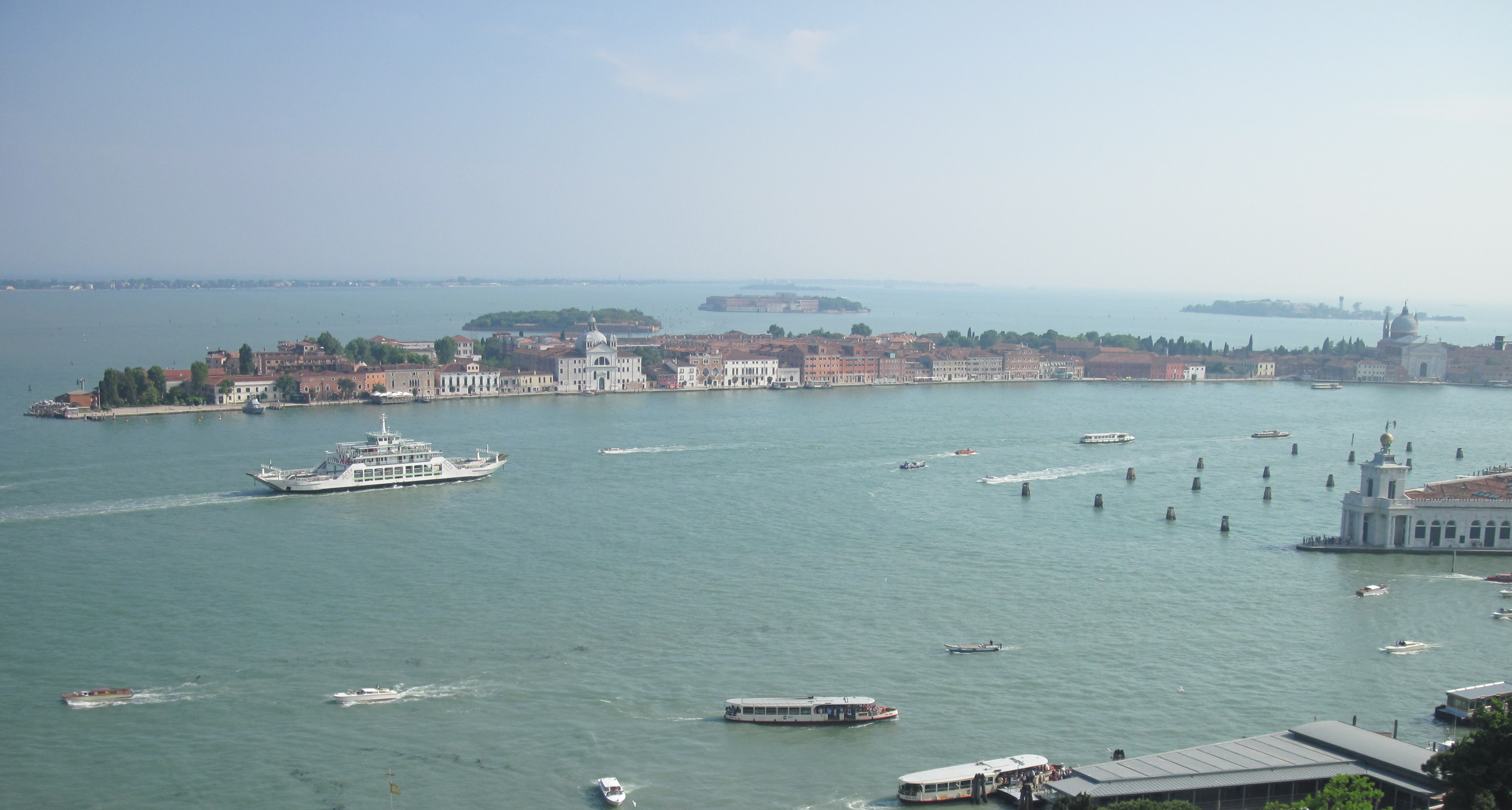
Canál Giudecca (uprostřed) a Canál Grande s Punta della Dogana (vpravo)

Giudecca je vodní plocha, která vtéká do pánve San Marco v Benátkách v Itálii. Je jedním z hlavních kanálů ve městě a odděluje ostrov Giudecca a od čtvrti Dorsoduro.

## Památky
Hlavní budovy, které zde leží, jsou:
- Podél nábřeží na ostrově Giudecca se nachází Molino Stucky (tovární komplex z 19. století), kostel Le Zitelle, a kostel Il Redentore od architekta Palladia.
- Podél nábřežní části ve čtvrti Dorsoduro se nachází kostel Il Gesuati a na výběžku Punta della Dogana, kde se spojují Canál Giudecca a Canál Grande, se nachází kostel Santa Maria della Salute a Dogana da Mar, což je bývalá celnice a v současnosti se tam nachází galerie a muzeum umění.